# Arthur Goldberg
Arthur Joseph Goldberg (Chicago, 8 agosto 1908 – Washington, 19 gennaio 1990) è stato un politico e giurista statunitense, Segretario al Lavoro durante la presidenza di John Fitzgerald Kennedy, giudice della Corte Suprema degli Stati Uniti e Ambasciatore presso le Nazioni Unite.